# Smithfield, Dublín
Smithfield es un barrio al norte del río Liffey en Dublín. Se ha desarrollado en torno a la homónima plaza que ocupa un lugar central en el barrio, en la que tradicionalmente se celebraba una feria abierta y comunal. Históricamente, Smithfield formó la parte occidental de Oxmantown y estaba cerca de Oxmantown Green. En irlandés se llama Margadh na Feirme (mercado agrícola)
Originalmente, Smithfield se encontraba en las afueras de Dublín, en unos terrenos pertenecientes a la parroquia civil de St. Paul's, y que ha ido evolucionando hasta convertirse en una de las principales plazas centrales de la ciudad. A dicha parroquia estaban adscritas la Iglesia de San Pablo o St. Paul's Church (gestionada por la Iglesia de Irlanda), en la calle North King Street, cuyo edificio actualmente es sede del centro de negocios SPADE Business Centre, y la Iglesia católica de San Pablo (St. Paul), en Arran. Quay, que hoy en día es  utilizado por el Consejo de la Juventud Católica y el Ministerio Misionero.
El área conocida como Smithfield queda delimitada al sur por el río Liffey al sur, las calles Bow Street al este, Queen Street al oeste y North Brunswick Street que la delimita con el suburbio de Grangegorman y Stoneybatter al norte.
Los iconos de referencia más notables incluyen la destilería de whisky Old Jameson y la Torre de observación, que antiguamente era la chimenea de la destilería. Al sur de la plaza está la parada Smithfield-Margadh na Feirme perteneciente a la línea roja del Luas.